# Строфоида

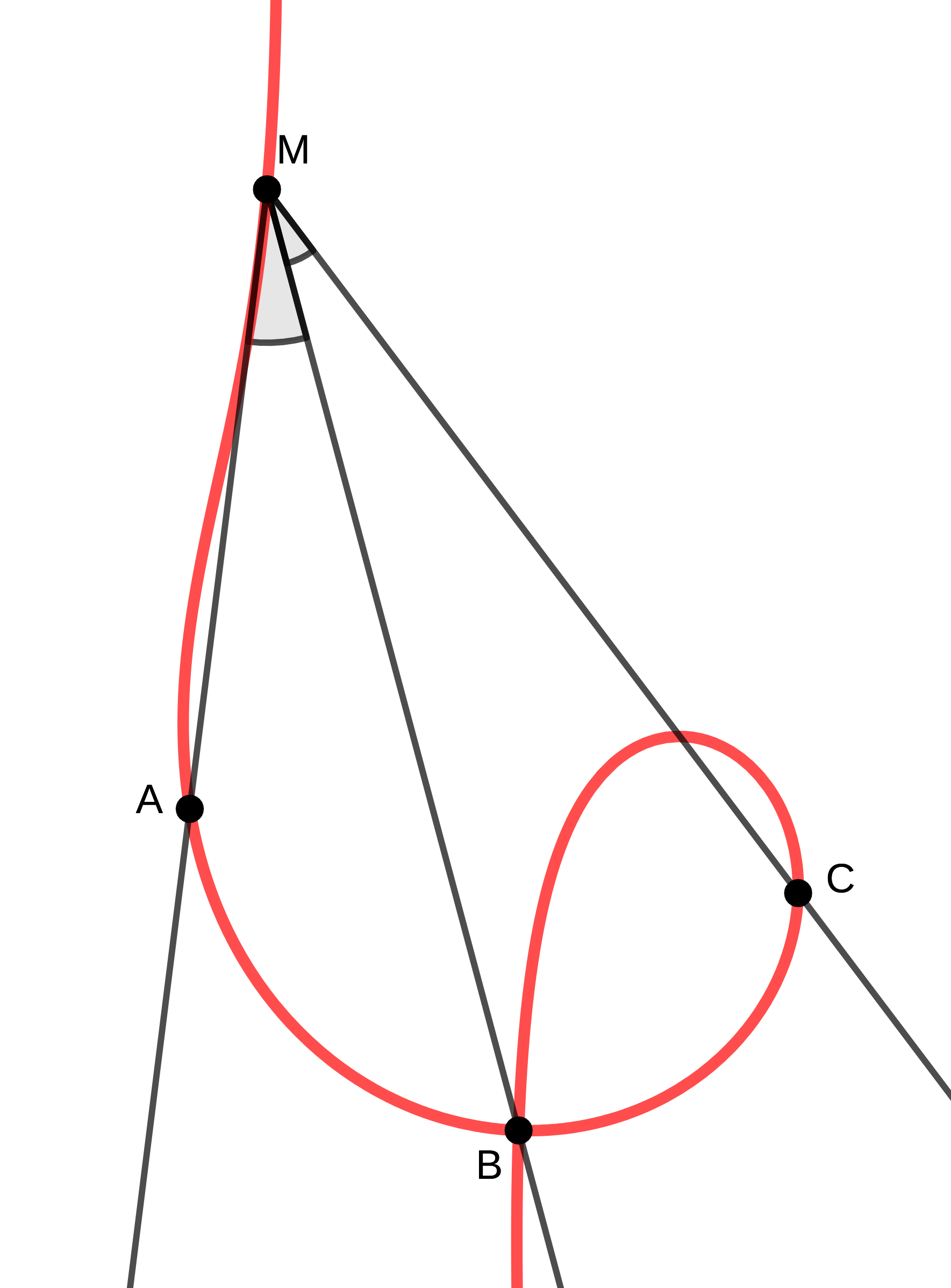
Строфоида тройки точек, и.

Строфо́ида (от греч. στροφή — поворот) — геометрическое место точек {\displaystyle M} на плоскости, таких что прямая {\displaystyle MB} является биссектрисой (внешней или внутренней) угла {\displaystyle AMC} при данной тройке точек {\displaystyle A}, {\displaystyle B} и {\displaystyle C}.

## Свойства
- Пусть даны точка {\displaystyle O}, прямая {\displaystyle \ell } и точка {\displaystyle P\in \ell }. Для точки {\displaystyle M} плоскости обозначим через {\displaystyle M'} точку пересечения прямых {\displaystyle OM} и {\displaystyle \ell }. Тогда геометрическое место точек {\displaystyle M} для которых выполнено равенство {\displaystyle MM'=M'A} является строфоидой.
- Строфоида является алгебраической кривой третьего прядка.
- В случае если точки {\displaystyle A}, {\displaystyle B} и {\displaystyle C} лежат на одной прямой {\displaystyle \ell }, строфоида вырождается в объединение прямой {\displaystyle \ell } и окружности Апполония с фокусами {\displaystyle A} и {\displaystyle C}.
- Инверсия с центром в точке {\displaystyle B} преобразует строфоиду в равнобочную гиперболу, проходящую через {\displaystyle B}.[1]

## Вариации и обобщения
Понятие строфоиды допускает следующее обобщение.
Пусть даны точка {\displaystyle O} (полюс), кривая {\displaystyle \gamma } и точка {\displaystyle P}.
Для каждой точки {\displaystyle X\in \gamma } рассмотрим точки  {\displaystyle Z} на прямой {\displaystyle OX} такие, что {\displaystyle XZ=ZP}.
Геометрическое место всех таких точек {\displaystyle Z} называется строфоидой кривой {\displaystyle \gamma } с полюсом {\displaystyle O} относительно {\displaystyle P}.